# واسترا سودرکولا
واسترا سودرکولا (به سوئدی: Söderkulla) یک منطقهٔ مسکونی در سوئد است که در بخش مالمو واقع شده‌است. واسترا سودرکولا ۴٬۸۰۸ نفر جمعیت دارد.